# Maleficent: Mistress of Evil
Maleficent: Mistress of Evil (bra: Malévola: Dona do Mal; prt: Maléfica: Mestre do Mal, ou Maléfica II: Mestre do Mal) é um filme estadunidense de 2019, dos gêneros filme de aventura e fantasia, dirigido por Joachim Rønning para a Walt Disney Pictures e Roth Films, com roteiro  de Linda Woolverton, Micah Fitzerman-Blue e Noah Harpster baseado no longa-metragem animado Sleeping Beauty, de 1959, por sua vez inspirado no conto de fadas d'La Belle au bois dormant, recontado por Charles Perrault e pelos Irmãos Grimm.
Angelina Jolie, Elle Fanning, Sam Riley, Imelda Staunton, Juno Temple e Lesley Manville reprisam seus papéis do filme Maleficent, de 2014, do qual este é sequência; Michelle Pfeiffer e Chiwetel Ejiofor estreiam na franquia.

## Sinopse
Cinco anos após a morte do rei Stefan, Aurora continua sendo a rainha dos Moors, enquanto Malévola serve como sua protetora. Apesar de suas ações heroicas, Malévola ainda é considerada uma vilã pelo reino vizinho dos Moors, o reino de Ulstead, lar do príncipe Phillip. Quando Phillip pede Aurora em casamento e ela aceita, Diaval, depois de ouvir o pedido, conta a notícia à Malévola, que alerta sobre os riscos do amor. Aurora insiste que ela e Phillip vão provar que ela está errada antes de convencê-la a participar de um jantar íntimo com Phillip e seus pais, o rei John e a Rainha Ingrith.
Na noite do jantar, Ingrith provoca Malévola, dando-lhe talheres de ferro, sabendo que fadas são sensíveis ao ferro, mencionando a maldição que ela colocou sobre Aurora quando ela era um bebê e acusando Malévola abertamente de matar dois homens vistos pela última vez perto do reino dos Moors. Malévola tenta manter a compostura, mas perde a paciência depois que Ingrith diz que a partir daquele dia, iria considerar Aurora como sua filha, e aparentemente amaldiçoando o rei John em um sono eterno. Malévola foge sem Aurora, que se recusa a acreditar em sua inocência, mas cai no oceano depois de ser ferida com uma bala de ferro disparada pela serva de Ingrith, Gerda. No último minuto, uma criatura misteriosa com asas semelhantes às dela salva sua vida.
Malévola acorda em uma série de cavernas subterrâneas, onde descobre um grupo de fadas aladas de sua própria espécie, entre eles Conall, seu líder pacífico que a salvou, e Borra, uma fada guerreira que luta por uma guerra aberta com os humanos. Malévola descobre que ela é uma das últimas Fadas Negras, uma poderosa espécie de fadas que está quase extinta por causa da opressão humana. Ela também é informada de que sua própria linhagem se liga diretamente à Fênix, uma ancestral antiga, e por isso ela exerce uma magia bem mais poderosa do que o resto de sua espécie. Tanto Conall quanto Borra acreditam que Malévola é fundamental para acabar com o conflito com os seres humanos, seja pela paz ou pela guerra.
Enquanto isso, no reino de Ulstead, Aurora está desiludida com sua nova vida nobre, mas se alegra quando os Moors são convidados para o seu casamento. No dia da cerimônia, porém, ela descobre que Ingrith, com seu profundo ódio por eles, têm planejado secretamente matar todas as fadas e criaturas da floresta, forjando armas de ferro e criando um pó que pode matá-los instantaneamente. Também é revelado que Ingrith amaldiçoou John com o velho fuso amaldiçoado de Malévola. Quando os Moors se reúnem para a cerimônia de casamento na capela do castelo, eles são presos pelos guardas e Gerda começa a matá-los com o pó, lançado do piano que ela toca. Eles são finalmente salvos pelo sacrifício altruísta de Flittle, onde, finalmente, Knotgrass e Thistlewit fazem com que Gerda seja parada.
Ao mesmo tempo, as Fadas Negras iniciam um ataque ao reino de Ulstead, mas são massacrados pelos soldados bem preparados da rainha Ingrith, até que Malévola, depois de canalizar o poder da Fênix, se junta à batalha. Ela quase consegue matar Ingrith, mas é interrompida por Aurora, que apela à sua boa natureza, assegurando-lhe que Malévola é sua mãe. Enquanto as duas se reconciliam, Malévola salva Aurora da flecha de Ingrith e se dissolve em cinzas. Ingrith se proclama vitoriosa enquanto Aurora chora sobre as cinzas. Inesperadamente, Malévola renasce na forma da Fênix.
Os soldados de Ingrith recuam e a própria rainha é transformada em uma cabra como punição por seus crimes. Phillip forja um pacto de paz com as fadas em nome dos humanos, e Malévola volta a sua forma normal, dando à Aurora e Phillip sua bênção. Após o casamento, Malévola vai embora com um grupo de jovem Fadas Negras, prometendo a Phillip e Aurora que voltará para o batizado do filho deles.

## Elenco
- Angelina Jolie como Malévola
- Elle Fanning como Princesa Aurora
- Michelle Pfeiffer como Rainha Ingrith
- Chiwetel Ejiofor como Conall[9]
- Sam Riley como Diaval
- Ed Skrein como Borra
- Imelda Staunton como Knotgrass
- Juno Temple como Thistlewit
- Lesley Manville como Flittle
- Harris Dickinson como Príncipe Phillip
- Robert Lindsay como Rei John[10]
- Warwick Davis como Lickspittle[11]
- Jenn Murray como Gerda
- David Gyasi como Percival
- Judith Shekoni como Shrike
- John Carew[12]
- Freddie Wise[13]

## Produção

### Desenvolvimento
Em 3 de junho de 2014, após o lançamento do primeiro filme, Angelina Jolie insinuou que uma sequência para Maleficent era uma possibilidade. Em 15 de junho de 2015, a Walt Disney Pictures anunciou que a sequência estava em andamento e que Linda Woolverton voltaria para escrever o roteiro do filme. Embora o retorno de Jolie à continuação ainda não fosse certo, o roteiro deveria ser escrito com ela em mente. Além disso, Joe Roth foi relatado para retornar como produtor do filme. Em 25 de abril de 2016, a Disney confirmou oficialmente o retorno de Jolie como o personagem-título. Em 29 de agosto de 2017, foi relatado que Jez Butterworth iria reescrever o roteiro de Woolverton, enquanto Roth foi confirmado para retornar como produtor. Em setembro de 2017, Jolie afirmou que eles "têm trabalhado no roteiro e esta será uma sequência muito forte. Em 3 de outubro de 2017, o Deadline informou que o filme seria dirigido por Joachim Rønning e que começaria a ser filmado no primeiro trimestre de 2018.

### Escolha de elenco
Em abril de 2018, Ed Skrein foi escalado para o papel principal no papel de vilão, com Elle Fanning voltando a interpretar a Princesa Aurora do filme anterior. Michelle Pfeiffer também foi adicionada como personagem descrita como rainha, mais tarde esclarecido para ser uma rainha do mal, para ser chamada de rainha Ingrith.
Em maio de 2018, foi anunciado que Harris Dickinson substituiria Brenton Thwaites no papel de Príncipe Phillip, devido ao agendamento de conflitos com o último ator. Mais tarde também foi confirmado que Jenn Murray, David Gyasi, Chiwetel Ejiofor e Robert Lindsay também se juntaram ao elenco. Sam Riley, Imelda Staunton, Juno Temple e Lesley Manville também foram confirmados para reprisar seus papéis do filme anterior. Em junho de 2018 Judith Shekoni se juntou ao elenco.

### Filmagens
A fotografia principal começou em 29 de maio de 2018, no Pinewood Studios, em Buckinghamshire, Inglaterra. As filmagens foram encerradas em 24 de agosto de 2018.

### Pós-produção
Os efeitos visuais foram fornecidos pela Moving Picture Company e pela Mill Film, supervisionados por Jessica Norman, Damien Stumpf, Brian Litson, Ferran Domenech e Laurent Gillet, com Gary Brozenich atuando como supervisor geral.

## Música
Em 22 de maio de 2019, foi revelado que a trilha sonora do filme será composta por Geoff Zanelli, substituindo James Newton Howard do filme anterior. O filme marca a segunda colaboração de Zanelli e Rønning, depois de Pirates of the Caribbean: Dead Men Tell No Tales. Zanelli disse que "a narração de histórias em Maleficent: Mistress of Evil é fantástica", para o que ele disse que "escrever a partitura [do filme] é um sonho que se tornou realidade". No dia 20 de setembro de 2019, foi lançada como single a música "You Can't Stop the Girl" de Bebe Rexha, da trilha sonora do filme. A trilha sonora foi lançada em 18 de outubro de 2019.

### Lista de faixas
Todas as músicas são compostas por Geoff Zanelli (faixas 1–22).
| Maleficent: Mistress of Evil (Original Motion Picture Soundtrack) |                                                  |                |         |  |
| N.º                                                               | Título                                           | Artista(s)     | Duração |  |
| 1.                                                                | "Mistress of Evil"                               |                | 1:33    |  |
| 2.                                                                | "Poachers on the Moors"                          |                | 4:24    |  |
| 3.                                                                | "What Is Going On Here?"                         |                | 4:31    |  |
| 4.                                                                | "Ulstead"                                        |                | 2:39    |  |
| 5.                                                                | "Etiquette Lesson"                               |                | 2:05    |  |
| 6.                                                                | "All He Wanted Was Peace"                        |                | 4:50    |  |
| 7.                                                                | "We Have Her"                                    |                | 3:49    |  |
| 8.                                                                | "We're Dark Fey"                                 |                | 3:53    |  |
| 9.                                                                | "Pinto's Retcon Mission"                         |                | 1:52    |  |
| 10.                                                               | "It Is Love That Will Heal You"                  |                | 2:07    |  |
| 11.                                                               | "Origin Story"                                   |                | 2:30    |  |
| 12.                                                               | "You Don't Have To Change"                       |                | 2:01    |  |
| 13.                                                               | "The Dance of the Fey"                           |                | 2:11    |  |
| 14.                                                               | "Back to the Moors"                              |                | 1:14    |  |
| 15.                                                               | "Our Fight Begins Now!"                          |                | 1:45    |  |
| 16.                                                               | "Your Majesty, They're Coming from the Sea"      |                | 2:16    |  |
| 17.                                                               | "I've Made My Choice, You'll Have to Make Yours" |                | 3:33    |  |
| 18.                                                               | "Protecting Our Kind"                            |                | 2:42    |  |
| 19.                                                               | "Maleficent Returns"                             |                | 5:09    |  |
| 20.                                                               | "The Phoenix"                                    |                | 4:41    |  |
| 21.                                                               | "Hello, Beastie!"                                |                | 3:42    |  |
| 22.                                                               | "Time to Come Home"                              |                | 5:49    |  |
| 23.                                                               | "You Can't Stop the Girl"                        | Bebe Rexha     | 2:38    |  |
| Duração total:                                                    | Duração total:                                   | Duração total: | 1:11:57 |  |

## Lançamento
Maleficent: Mistress of Evil  foi lançado no dia 18 de outubro de 2019 nos Estados Unidos, no Brasil e em Portugal, o filme foi lançado no dia 17 de outubro de 2019.